# Wiktor Sabila

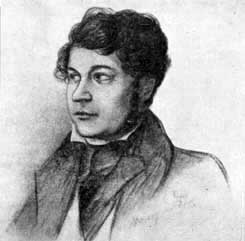
Porträt Wiktor Sabila; Wassili Sternberg Bleistift 1838

Wiktor Mykolajowytsch Sabila (ukrainisch Віктор Миколайович Забіла, russisch Виктор Николаевич Забила Wiktor Nikolajewitsch Sabila; * 8. Novemberjul. / 20. November 1808greg. auf Kukurikowschtschina, Gouvernement Tschernigow, Russisches Kaiserreich; † 20. Novemberjul. / 2. Dezember 1869greg. in Borsna, Gouvernement Tschernigow, Russisches Kaiserreich) war ein ukrainischer Dichter der Romantik.

## Leben
Wiktor Sabila kam auf dem Hof Kukurikowschtschina (Кукуриковщина), heute zum Dorf Sabiliwschtschyna (Забілівщина) im Rajon Borsna der ukrainischen Oblast Tschernihiw gehörig, als Sohn einer alten Kosakenfamilie zur Welt.
Zwischen 1822 und 1825 lernte er am Gymnasium in Nischyn, wo er mit Nikolai Gogol die gleiche Klasse besuchte. Im Anschluss an seine Schulzeit ging er zur Russischen Armee, die er 1834 im Rang eines Leutnants verließ und sich auf den Gütern seines Vaters niederließ. Dort empfing er unter anderem Wassili Sternberg, Michail Glinka und seinen Freund Taras Schewtschenko.
Diesen traf er erstmals 1843 auf dem Landgut von Grigori S. Tarnowski in Katschaniwka und erneut 1846 auf dem Anwesen von Tetjana Wilchiwska (Тетяна Густавівна Вільхівська) im Dorf Mojssiwka (Мойсівка).
1847 trafen sich beide auf der Hochzeit von Pantelejmon Kulisch und Hanna Barwinok und im Winter desselben Jahres besuchte Schewtschenko ihn und malte ein (nicht erhaltenes) Porträt von ihm. Sabila war 1861 aktiv an der Umbettung und dem Begräbnis von Schewtschenko beteiligt.
Sabila verliebte sich in Luba Mychajliwna Biloserska, die Schwester von Wassyl Biloserskyj und Hanna Barwinok, der Ehefrau von Pantelejmon Kulisch. Nach der Verlobung stand bereits der Trautermin fest, jedoch kaufte ein reicher Witwer bei Motroniwka ein Dorf, und der Vater von Luba verheiratete sie gegen ihren Willen mit dem Witwer. Sabila trug schwer an diesem Schicksalsschlag und veränderte sich sehr. Er starb 61-jährig in Borsna und wurde dort beerdigt. Sein Grab war bis mindestens 1905 erhalten.

## Werk
Seine literarische Aktivität begann in der Mitte der 1830er Jahre. Die vorwiegenden Motive der Dichtungen des, von Schewtschenko beeinflussten, romantischen Dichters waren Einsamkeit, Trauer und unglückliche Liebe. In einigen Gedichten spiegelte sich realistisch die soziale Ungleichheit sowie das harte Leben der arbeitenden Menschen wider. Seine Poesie war weder sehr originell noch von großer Bedeutung, aber seine Lieder Гуде вітер вельми в полі Hude witer welmy w poli (zu deutsch: Der Wind im Feld weht laut) und Не щебечи, соловейку Ne schtschebetschy, solowejku (zu deutsch: Singe nicht, Nachtigall) zur Musik von M. Glinka erreichten große Beliebtheit. Zudem komponierte er Musik zu einigen seiner eigenen Werke, die er auch mit Bandura-Begleitung aufführte. Publiziert wurden Gedichte von ihm erstmals 1841.
Iwan Franko stellte ihn in eine Reihe mit den talentiertesten Zeitgenossen Schewtschenkos, nachdem ihm der bedeutende Beitrag von Sabila zur Entwicklung der ukrainischen Poesie auffiel und veröffentlichte 1906 Sabilas Gedichtsammlung Пісні крізь сльози Pisni kris sljosy (zu deutsch: Lieder durch Tränen).